# Клинички центар Војводине
Клинички центар Војводине, опште познат и као Покрајинска болница, је болница која пружа здравствене услуге терцијарног нивоа за становништво Војводине, северне покрајине Србије. Налази се у Новом Саду. Клинички центар је и јединствени ургентни центар и стационар за становништво града Новог Сада и јужнобачког региона.
Клинике и дијагностички центри у оквиру Клиничког центра такође представљају главне истраживачке и образовне капацитете Медицинског факултета Универзитета у Новом Саду и пружају специјалистичке обуке дипломираних лекара.

## Историја
Велика градска болница основана је 1909. године и састојала се од одељења хирургије, гинекологије и акушерства, дерматологије и венерологије и интерних и инфективних болести. Касније је назив болнице промењен у Главна покрајинска болница, са око 400 кревета. Болница је 1977. године постала наставна, оснивањем Медицинског факултета Универзитета у Новом Саду.
Садашњи Клинички центар Војводине основан је одлуком Владе Србије 1997. године.
Од 2017. године, Клинички центар има 1.425 болничких кревета, а његово особље од 2.738 укључује 502 лекара, 5 фармацеута, 1.350 медицинских сестара и техничара, 34 сродна здравствена радника, 182 административца и 665 помоћних радника и радника на одржавању.